# Valentinas Mazuronis
Valentinas Mazuronis, né le 18 novembre 1953 à Molėtai, alors en Union soviétique, est un homme politique lituanien. Il est ministre de l'Environnement de décembre 2012 à juillet 2014, puis député européen de 2014 à 2019.

## Biographie

### Engagement politique
Entre 1993 et 2001, il fait partie de l'Union libérale de Lituanie (LLS). En 2001, il participe à la scission qui crée le parti Ordre et justice (LDP, prédécesseur de TT) avec Rolandas Paksas. Il lui succède à la direction du parti en 2003, lorsque ce dernier est élu président de la République.
En 2004, Paksas est destitué de ses fonctions de chef de l'État, il retrouve la présidence du parti. Quelques mois plus tard, Valentinas Mazuronis est élu député au Seimas. Réélu en 2008, il se présente à l'élection présidentielle du 17 mai 2009. Il remporte 6,1 % des voix, se classant ainsi troisième du seul et unique tour de scrutin.
Le 13 décembre 2012, il est nommé ministre de l'Environnement dans le gouvernement de coalition du social-démocrate Algirdas Butkevičius.
Élu député européen aux élections du 25 mai 2014, il prend ses fonctions le 1er juillet et quitte le gouvernement le 17 juillet au profit de Kęstutis Trečiokas.
Initialement membre du groupe parlementaire européen ELDD, il quitte ce groupe eurosceptique le 19 mai 2015 pour rejoindre le groupe ADLE. Il justifie son choix sur les réseaux sociaux en écrivant notamment : « Je ne suis pas eurosceptique donc je vais défendre les intérêts européens de la Lituanie au sein du groupe ADLE ». À la fin du mois d'avril, Valentinas Mazuronis avait quitté le parti national-conservateur Ordre et justice pour rejoindre le Parti du travail, centriste et affilié au groupe parlementaire européen ADLE, ce qui explique son choix au Parlement européen.